# Carel Vosmaer

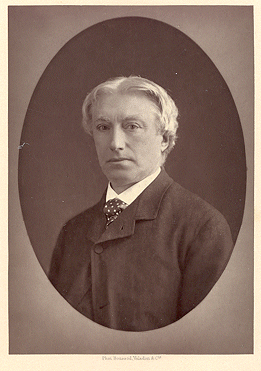
Portret van Carel Vosmaer

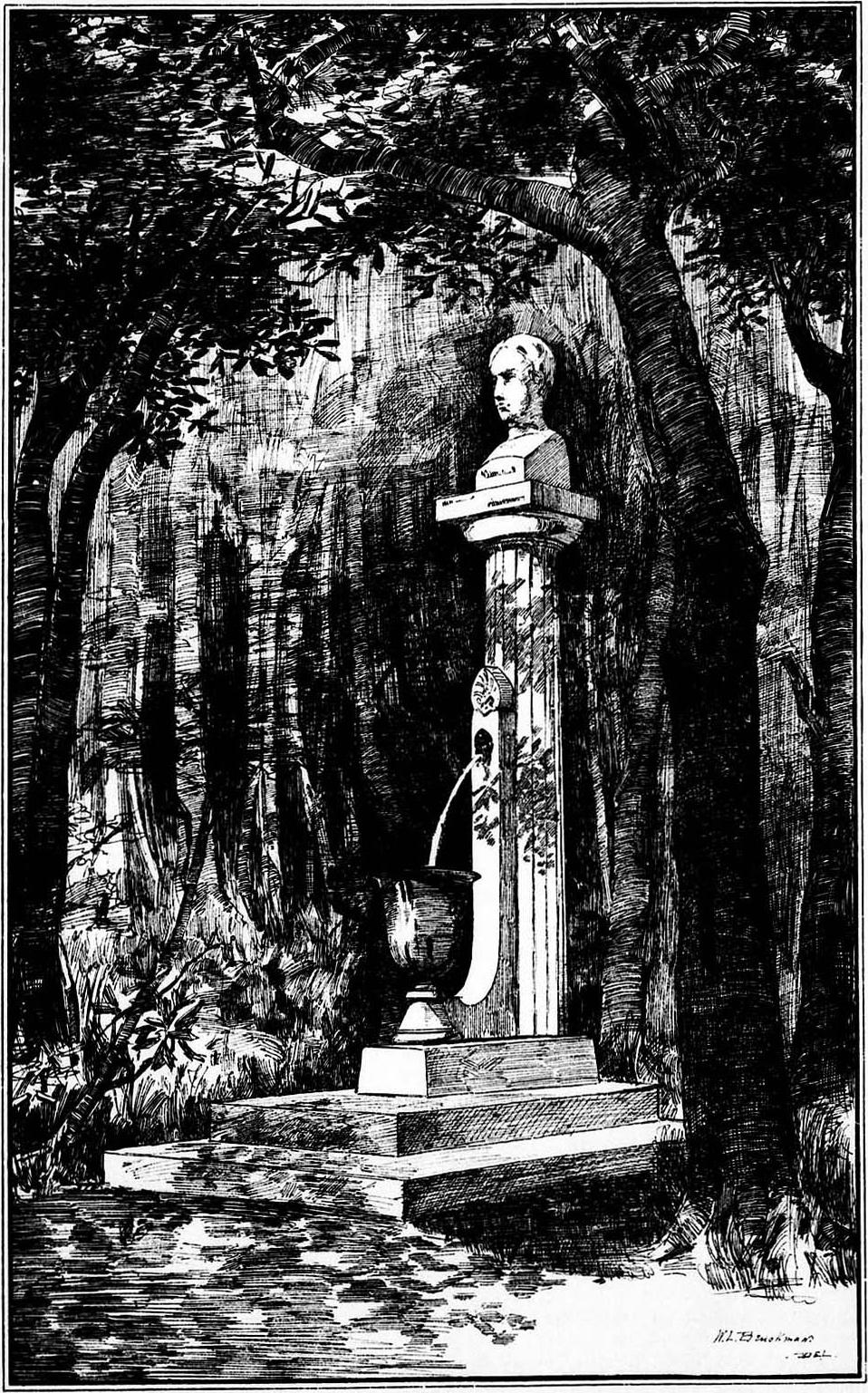
J. Ph. Koelman (beeldhouwer). De Vosmaer-bron. Scheveningse Bosjes, Den Haag.

Carel Vosmaer (Den Haag, 20 maart 1826 – Territet bij Montreux, 12 juni 1888) was een Nederlands auteur, dichter en vertaler.

## Familie
Carel Vosmaer was een zoon van Gualterus Vosmaer en Wilhelmina Dana Rademacher. Hij trouwde in 1853 met Abrahamina Cornelia Charlotte Georgette Clant. Zijn zoon Gualtherus Carel Jacob Vosmaer (1854-1916) was hoogleraar in de zoölogie te Leiden. De geneeskundige en schrijver Jacob Vosmaer (1783-1824) was zijn oom en was hoogleraar in Harderwijk en aan de Rijks Veeartsenijschool in Utrecht.

## Biografie
Carel Vosmaer studeerde in de rechten te Leiden sinds 1844, promoveerde op 18 januari 1851 en vestigde zich als advocaat in zijn geboorteplaats. Van 1853 tot 1856 was hij griffier bij het kantongerecht te Oud-Beijerland, daarna substituut-griffier, eerst bij het Hof in Den Haag, in 1866 bij de Hoge Raad, totdat hij dit ambt neerlegde in 1873 om verder uitsluitend te leven voor de studie van kunst en letteren. In 1874 werd Vosmaer benoemd als lid van het College van Rijksadviseurs voor de Monumenten van Geschiedenis en Kunst, welk College op 21 februari 1879 werd opgeheven. Aldus ambteloos en onvermoeid werkzaam, werd deze geleerde en minzame kenner van kunst en letteren, een man van grote betekenis, totdat zijn gezondheid hem noodzaakte Den Haag te verlaten en herstelling in het buitenland te zoeken.
Opmerkelijke publicaties van Vosmaer zijn de lange gedichten Londinias en Nanno, die volledig in dactylische hexameter opgesteld zijn, een weinig voorkomende versvorm in het Nederlands. Vooral zijn 25-jarige betrekking als redacteur van De Nederlandsche Spectator, waarin hij zijn 'Vlugmaren' onder het pseudoniem Flanor publiceerde, is van grote invloed geweest op dit blad en zijn lezers.
Zijn naam is ook verbonden aan de postume publicatie van Jacques Perks Gedichten uit 1882 waarvoor hij de 'Voorrede' en Willem Kloos de beroemde 'Inleiding' schreef. Toen Perk in 1879 enkele sonetten, een selectie uit Mathilde, een sonnettenkrans had ingezonden ter plaatsing in de Spectator had Vosmaer die nog geweigerd. Door zijn promotie van de Tachtigers en de publicatiemogelijkheden die hij hun bood, en zijn eigen dichterlijke stijl, wordt Carel Vosmaer gezien als voorloper van die beweging.
Tegenwoordig wordt Vosmaer waarschijnlijk het meest herinnerd om zijn vertalingen van de Ilias en de Odyssee van Homerus. Beide boeken werden veel verkocht en bleven lang de klassieke Nederlandse vertalingen.
Naast het voorgaande was Vosmaer een verzamelaar van boeken, prenten, tekeningen en andere kunst, terwijl hij ook amateurtekenaar was en etsen en litho's maakte.
Hij overleed te Montreux op 12 juni 1888.

## Vosmaerbron
Door de bekende kunstenaar Lourens Alma Tadema, een goede vriend van Vosmaer, werd te zijner nagedachtenis een waterbron ontworpen. Een zuil van twee meter hoog met daarop een buste van Vosmaer, gemodelleerd door Johan Philip Koelman. Op de zijden van de abacus, tussen het kapiteel en het borstbeeld, stonden in goud de namen Rembrandt, Homeros, Nanno en Amazone. Vóór de zuil een bronzen bekken, dat voortdurend zou worden gevuld door een waterstraal vanuit de zuil. Het kunstwerk zou verrijzen in de Scheveningse Bosjes. Nadat de Haagse Gemeenteraad in eerste instantie negatief oordeelde over het plan, werd in 1890 toch toestemming verleend. (de gemeenteraad had liever een herdenkingsbank gezien) Naar aanleiding hiervan werd later dat jaar bij de onthulling de schrijver Conrad Busken Huet aangehaald: Onze beste kans is, dat men, evenals voor Cremer, een bank voor ons opricht in de Scheveningse boschjes. Dan kunnen de Nederlanders op ons gaan zitten, en ons warm houden. Oók over die bank moest gij eens een artikeltje schrijven, en over het verkiezen van die bank boven eene fontein. Dit zijn van die nationale karaktertrekken, die mij steeds amuseeren. De Vosmaerbron is tijdens de Tweede Wereldoorlog gesneuveld. Het park waarin het lag, werd door de bezetter tot Sperrgebiet verklaard, waarna er geen onderhoud plaatsvond. Normaal gesproken werd het monument tijdens de winter in hout verpakt tegen de vorst. Toen dat achterwege werd gelaten barstte het monument. De straatjeugd bevuilde en beschadigde de buste, waarop de rector van het Maerlant-Lyceum in maart 1946 een verzoek indiende bij de Burgemeester om het monument over te brengen naar het schoolplein op de Bildersstraat.